# Médard Burgard
Pour les articles homonymes, voir Burgard.
Médard Joseph Burgard est un homme politique français né le 8 juin 1810 à Wihr-au-Val (Haut-Rhin) et décédé le 9 décembre 1892 à Ivry-sur-Seine (Val-de-Marne).
Grenadier dans un régiment d'infanterie en 1831, il quitte l'armée en 1833. Il est conseiller municipal de Wihr-au-Val en 1840, adjoint en 1843, maire en 1848 et député du Haut-Rhin de 1849 à 1851, siégeant à gauche. Proscrit après le coup d’État du 2 décembre 1851, il rentre d'exil en 1859. 
En 1892, il est élu maire d'Ivry-sur-Seine mais décède en décembre de la même année. Il est enterré au cimetière ancien d'Ivry-sur-Seine.

## Sources
- « Médard Burgard », dans Adolphe Robert et Gaston Cougny, Dictionnaire des parlementaires français, Edgar Bourloton, 1889-1891 [détail de l’édition]